# Pteroplegma brachyceps
Pteroplegma brachyceps är en insektsart som beskrevs av Melichar 1912. Pteroplegma brachyceps ingår i släktet Pteroplegma och familjen Dictyopharidae. Inga underarter finns listade i Catalogue of Life.